# Buddleja misionum
Buddleja misionum là một loài thực vật có hoa trong họ Huyền sâm. Loài này được Kraenzl. mô tả khoa học đầu tiên năm 1916.